# Il cardinale (film)
Il cardinale (The Cardinal) è un film di Otto Preminger del 1963 ed è tratto dall'omonimo romanzo di Henry Morton Robinson.
Il ruolo del cardinale Innitzer fu affidato dapprima a Curd Jürgens che però era inviso alle autorità ecclesiastiche e fu sostituito da Josef Meinrad.

## Trama

Raf Vallone e Tom Tryon nel film

Nel 1917 Stephen Fermoyle, figlio di un tranviere di Boston, dopo aver studiato a Roma diventa sacerdote; quindi torna a Boston come vicario parrocchiale. Qui invia un manoscritto al suo cardinale arcivescovo che però lo trova ambizioso e lo manda in una piccola parrocchia povera, dove trova il parroco molto malato. Alla morte del parroco, l'arcivescovo lo assume come segretario e lo porta a Roma per il conclave come suo assistente.
Nel frattempo a Boston si trova di fronte alla scelta di decidere la via spirituale o la via umana quando la sorella incinta deve partorire e la vita di madre e figlia è in pericolo. Egli decide di salvare il bambino che nascerà. Mentre è a Roma rivela al cardinale la sua crisi sacerdotale e quindi viene deciso un periodo di sospensione sacerdotale che passerà a Vienna. Lì diventa insegnante di lingue, e quasi si innamora di una studentessa; ciononostante a questo punto decide di seguire la sua vocazione.
Tornato a Roma viene promosso nella Segreteria di Stato vaticana, gli vengono affidati vari incarichi che egli svolge con successo. Consacrato vescovo, assiste all'entrata dei nazisti in Austria e ritrova la giovane studentessa, arrestata dalla Gestapo. Tornato nuovamente a Roma, viene nominato cardinale e arcivescovo di Boston.

## Riconoscimenti
- 1964 - Premio Oscar
  - Candidatura Migliore regia a Otto Preminger
  - Candidatura Miglior attore non protagonista a John Huston
  - Candidatura Migliore fotografia a Leon Shamroy
  - Candidatura Migliore scenografia a Lyle R. Wheeler e Gene Callahan
  - Candidatura Migliori costumi a Donald Brooks
  - Candidatura Miglior montaggio a Louis R. Loeffler
- 1964 - Golden Globe
  - Miglior film drammatico
  - Miglior attore non protagonista a John Huston
  - Candidatura Miglior film promotore di amicizia internazionale
  - Candidatura Migliore regia a Otto Preminger
  - Candidatura Miglior attore in un film drammatico a Tom Tryon
  - Candidatura Miglior attrice in un film drammatico a Romy Schneider